# Maxomys inflatus
Maxomys inflatus is een knaagdier uit het geslacht Maxomys dat voorkomt in de bergregenwouden van het westen van Sumatra. Deze soort schijnt geen nauwe verwanten te hebben.
Deze soort heeft een donkere, stekelige vacht. Het rostrum is breed en de nasolacrimale capsules zijn groot, een kenmerk waarin het verschilt van de meeste andere soorten van zijn geslacht. De kop-romplengte bedraagt 160 tot 193 mm, de staartlengte 143 tot 190 mm, de achtervoetlengte 37 tot 43 mm en de oorlengte 22 tot 25 mm.